# Rosa Bouglione
Rosa Bouglione, de soltera Rosalie Van Been, conocida artísticamente como Madame Rosa (Ixelles, 21 de diciembre de 1910-París, 26 de agosto de 2018) fue una artista de circo y empresaria francesa, matriarca de la familia circense Bouglione. Recibió el Caballero de la Orden de las Artes y las Letras de Francia. 

## Trayectoria
De origen gitano, nació el 21 de diciembre de 1910 en Ixelles, Bélgica. Hija de un domador, dueño de la Casa de Fieras Van Been, un espectáculo itinerante de circo con animales.
Comenzó a actuar desde niña y era conocida por realizar la danza serpentina creada por Loie Fuller, dentro de una jaula llena de leones. En su adolescencia, empezó a trabajar en números de doma de grandes felinos y se le consideraba la reina del circo francés y europeo.
En 1928, con 17 años, se casó con Joseph Bouglione, un artista de circo descendiente de gitanos italianos y adiestrador de grandes felinos, dentro de una jaula con leones. Luego, la pareja trabajó en el espectáculo Wild West, de Buffalo Bill, y dirigió el circo de Albert Rancy.
Los Bouglione mantuvieron el legado y siguieron realizando giras por diferentes países del mundo presentando su espectáculo itinerante con animales. En 1934, adquirieron el Cirque d'Hiver de París y su esposo se convirtió en el director del nuevo Cirque d'hiver-Bouglione, la sede estable del circo familiar. Más tarde, en 1984, se instalaron de manera permanente en París.
A su circo asistieron artistas como Josephine Baker, Ingrid Bergman, Maurice Chevalier, Marlene Dietrich, Rita Hayworth o Jerry Lewis. Fue escenario en 1955, de la fotografía Dovima con elefantes de Richard Avedon para Dior y Harper's Bazaar, considerada una de la más importantes de la historia de la fotografía, y que forma parte de la colección del Museo de Victoria y Alberto de Londres; y en 1956, de la película de Carol Reed, Trapecio, en la que actuaron Burt Lancaster, Gina Lollobrigida y Tony Curtis.
Se mantuvo activa hasta su fallecimiento, aunque dejó de actuar, siguió ejerciendo como directora artística. Tuvo siete hijos y 53 nietos y bisnietos.
Murió a la edad de 107 años, el 26 de agosto de 2018 en su apartamento de París. Su funeral se celebró en la pista del Cirque d'hiver, el 29 de agosto de 2018, y fue enterrada en la tumba de la familia Bouglione en el cementerio de Lizy-sur-Ourcq.

## Obra
- 2011 - Un mariage dans la cage aux lions : la grande saga du cirque Bouglione, de Rosa Bouglione con la colaboración de Patrick Hourdequin y José Lenzini. ISBN 9782749915258.[18][19][20]

## Reconocimientos
Tras su muerte, en octubre de 2018, se estrenó en el Cirque d'hiver-Bouglione, el espectáculo Extra, dedicado a su memoria.